# حلاقة

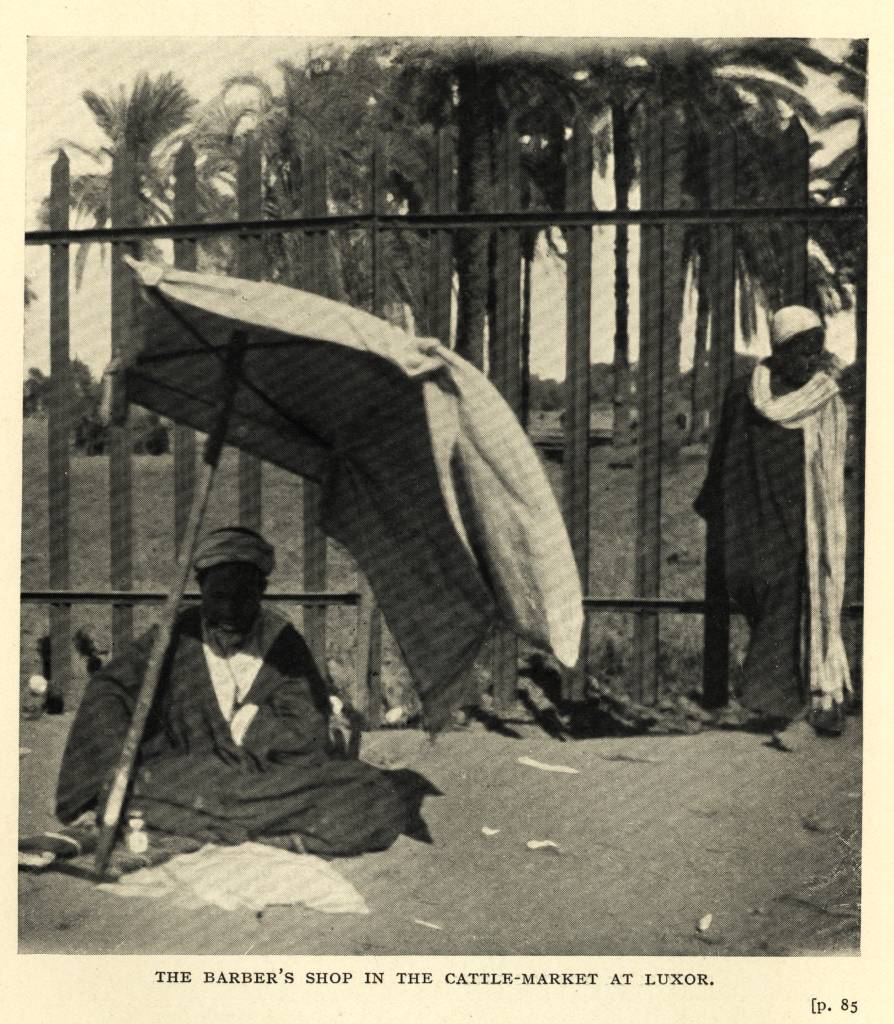
فرشة حلّاق في الأقصر 1911م

الحلاقة هي عملية إزالة الشعر من الوجه أو الجسم، وهي من العادات الشخصية التي يمارسها الناس للنظافة والتجميل. استخدم الناس في القديم أدوات بسيطة مثل الحجارة والأمشاط لإزالة الشعر. تتضمن الحلاقة استخدام أدوات مثل الشفرات، المقصات، والآلات الكهربائية.

## الأدوات المستخدمة في الحلاقة
الأدوات الأساسية المستخدمة في الحلاقة هي:
- الشفرات
- المقصات
- آلات الحلاقة الكهربائية
- الرَّهيمات والجل
- فرشاة الحلاقة
- مرطب بعد الحلاقة

## الحلاقة في الوقت الحاضر
تجرى الحلاقة في الوقت الحاضر في أماكن خاصة صغيرة أو فارهة ذات ديكورات جميلة، بينما في بعض المدن أو البلدان تتم الحلاقة على كرسي بسيط على قارعة الطريق وفي الهواء الطلق .
وهناك أيضا عدة طرق للحلاقة تتم بعدة أدوات.[بحاجة لمصدر]